# Parapalpares solidus
Parapalpares solidus är en insektsart som först beskrevs av Gerstaecker 1894.  Parapalpares solidus ingår i släktet Parapalpares och familjen myrlejonsländor. Inga underarter finns listade i Catalogue of Life.